# 荷塘御厨
《荷塘御厨》是诗琳通公主于2007年寫的一篇特别日记，记录她和祖母诗纳卡琳在沙芭吞皇宫（即公主的行宫）做菜时用的12种食谱。本书内容为泰英双语，中文版于同年出版。书中照片拍摄者为厨房里的助手，并非專業摄影师。